# Istoki
Istoki (Истоки) è un film del 1973 diretto da Ivan Vladimirovič Lukinskij.

## Trama
Storia familiare (1917-1941) di un operaio siderurgico ereditario che iniziò la sua carriera prima della rivoluzione - nella fabbrica dell'industriale tedesco Heitel.